# Općinski sudovi u Hrvatskoj
Općinski sudovi redovni su sudovi u Republici Hrvatskoj, a koji se ustanovljavaju za područje jedne ili više općina, jednog ili više gradova ili dijela gradskog područja. Zakonom se može propisati da u određenoj vrsti predmeta iz nadležnosti dvaju ili više općinskih sudova s područja istoga županijskog suda rješava jedan od tih općinskih sudova.

## Nadležnost
Općinski sudovi rješavaju u svim predmetima koji nisu stavljeni u djelokrug nekoga drugog suda ili javnog bilježnika (sudovi opće stvarne nadležnosti). Pored nadležnosti propisane posebnim zakonima, općinski sudovi rješavaju:
- izvanparnične i ovršne predmete, ako rješavanje tih stvari nije povjereno drugom sudu,
- ostavinske predmete, zemljišnoknjižne predmete i vode zemljišne knjige,
- o priznanju i ovrsi odluka stranih sudova,
- obavljaju poslove međunarodne pravne pomoći u postupcima iz svoje nadležnosti.[1]

### Nadležnost u građanskim stvarima
Općinski sudovi u parničnom postupku uvijek sude u prvom stupnju u sporovima:
- o uzdržavanju,
- o postojanju ili nepostojanju braka, o poništenju i rastavi braka,
- o utvrđivanju ili osporavanju očinstva ili materinstva,
- o tome s kojim će roditeljem dijete živjeti i o roditeljskoj skrbi, ako se istodobno odlučuje o rastavi braka, postojanju ili nepostojanju braka i poništenju braka,
- o stvarnim i osobnim služnostima,
- zbog smetanja posjeda,
- iz najamnih, zakupnih i stambenih odnosa,
- za ispravak informacije i za naknadu štete nastale objavom informacije,
- za zaštitu od nezakonite radnje,
- iz radnih odnosa koje pokreće radnik protiv odluke o prestanku ugovora o radu.

Općinski sudovi sude u prvom stupnju i u svim drugim sporovima koji nisu u prvostupanjskoj nadležnosti trgovačkih ili kojih drugih sudova. Općinski sudovi obavljaju poslove pravne pomoći, ako zakonom nije drugačije određeno.

### Nadležnost u kaznenim stvarima
Općinski sudovi su nadležni:
- suditi u prvom stupnju za kaznena djela:
  - za koja je zakonom propisana kao glavna kazna novčana kazna ili kazna zatvora do dvanaest godina,
  - za koja je posebnim zakonom određena nadležnost općinskog suda,
- odlučivati o potvrđivanju optužnice za kaznena djela u nadležnisti općinskih sudova,
- obavljati druge poslove povjerene im zakonom.

U kaznenim predmetima protiv vojnih osoba, vojnih službenika i vojnih namještenika u službi u oružanim snagama za kaznena djela u obavljanju službe, za kaznena djela iz nadležnosti općinskih sudova, sude općinski sudovi s potpunom nadležnošću.

## Popis općinskih sudova
| - Općinski sud u Bjelovaru - Općinski građanski sud u Zagrebu - Općinski kazneni sud u Zagrebu - Općinski radni sud u Zagrebu - Općinski sud u Belom Manastiru - Općinski sud u Benkovcu - Općinski sud u Biogradu na Moru - Općinski sud u Bujama - Općinski sud u Buzetu - Općinski sud u Crikvenici - Općinski sud u Đakovu - Općinski sud u Daruvaru - Općinski sud u Delnicama - Općinski sud u Dubrovniku - Općinski sud u Dugoj Resi - Općinski sud u Čakovcu - Općinski sud u Glini - Općinski sud u Gospiću - Općinski sud u Hrvatskoj Kostajnici - Općinski sud u Iloku - Općinski sud u Imotskom - Općinski sud u Ivanić-Gradu - Općinski sud u Jastrebarskom - Općinski sud u Karlovcu | - Općinski sud u Kninu - Općinski sud u Koprivnici - Općinski sud u Korčuli - Općinski sud u Krapini - Općinski sud u Križevcima - Općinski sud u Krku - Općinski sud u Kutini - Općinski sud u Labinu - Općinski sud u Makarskoj - Općinski sud u Malom Lošinju - Općinski sud u Metkoviću - Općinski sud u Našicama - Općinski sud u Ninu - Općinski sud u Novalji - Općinski sud u Novoj Gradišci - Općinski sud u Ogulinu - Općinski sud u Opatiji - Općinski sud u Osijeku - Općinski sud u Pagu - Općinski sud u Pazinu - Općinski sud u Poreču - Općinski sud u Požegi | - Općinski sud u Puli - Općinski sud u Rabu - Općinski sud u Rijeci - Općinski sud u Rovinju - Općinski sud u Samoboru - Općinski sud u Sesvetama - Općinski sud u Sinju - Općinski sud u Sisku - Općinski sud u Slatini - Općinski sud u Slavonskom Brodu - Općinski sud u Slunju - Općinski sud u Solinu - Općinski sud u Splitu - Općinski sud u Starom Gradu - Općinski sud u Supetru - Općinski sud u Topuskom - Općinski sud u Trogiru - Općinski sud u Valpovu - Općinski sud u Varaždinu - Općinski sud u Velikoj Gorici - Općinski sud u Vinkovcima - Općinski sud u Virovitici - Općinski sud u Visu - Općinski sud u Vrbovcu - Općinski sud u Vukovaru - Općinski sud u Zaboku - Općinski sud u Zadru - Općinski sud u Zaprešiću - Općinski sud u Zlataru - Općinski sud u Šibeniku - Općinski sud u Županji |

### Racionalizacija mreže sudova
Racionalizacija mreže sudova ocjenjena je kao jedna od ključnih mjera jer ona predstavlja osnovu za provođenje cjelokupne reforme pravosuđa, stoga je Vlada Republike Hrvatske predložila smanjenje broja općinskih sudova s postojećih 108 na 67. Provedba spajanja sudova planira kroz kratkoročno, srednjoročno i dugoročno vremensko razdoblje.